# Paraphernalia (album)
Paraphernalia è l'ottavo album in studio del gruppo Enuff Z'nuff, pubblicato dalla Spitfire Records nel 1999.

## Tracce
1. Freak – 4:54
2. Top of the Hill – 2:53
3. Ain't it Funny – 3:44
4. Believe in Love – 4:36
5. Habit – 4:01
6. Baby You're the Greatest – 4:42
7. Someday – 3:43
8. Unemotional – 3:57
9. Invisible – 4:19
10. All Alone – 4:10
11. Everything Works If You Let It – 3:17
12. Save Me – 3:30
13. No Place to Go – 4:00
14. Loser of the World – 2:29

## Formazione
- Donnie Vie – voce, chitarra ritmica, pianoforte
- Chip Z'Nuff – basso, chitarra, voce
- Johnny Monaco – chitarra solista
- Ricky Parent – batteria

### Altri musicisti
- Rick Nielsen - chitarra su tracce 1, 8 e 10
- James Young - chitarra su tracce 2, 9 e 12
- Billy Corgan - chitarra su traccia 11